# Řád Gabriely Silang
Řád Gabriely Silang (filipínsky Orden ni Gabriela Silang) je ženský filipínský řád založený roku 2003.

## Historie a pravidla udílení
Řád byl založen dne 19. září 2003 a udílen je výhradně ženám. Pojmenován byl po filipínské revolucionářce Gabriele Cariño de Silang, která je považována za národní hrdinku. Udílen je v jediné třídě manželkám zahraničních hlav států či vlád.

## Insignie
Řádový odznak má tvar osmicípé pozlacené stříbrné hvězdy s cípy zakončenými kuličkami. Uprostřed je bíle smaltovaný medailon se zlatým monogramem. Medailon je obklopen stylizovanými paprsky ve tvaru rýžových listů.
Stuha sestává ze širokého červeného pruhu, na který z obou stran navazuje úzký žlutý a širší modrý pruh.